# Jean de Gassion
Jean de Gassion, francoski maršal in politik, * 1609, † 1647.
1. 1 2  data.bnf.fr: platforma za odprte podatke — 2011.
2. 1 2  GeneaStar